# Estudios sociales
El campo de los estudios sociales es un campo amplio y multidisciplinario que comprende las ciencias sociales y humanidades. Aunque carece de una definición universalmente aceptada, suele definirse en términos de la adaptación de las ciencias sociales para propósitos pedagógicos, frecuentemente con énfasis en la formación ética, cívica o ciudadana Las Ciencias preponderantes son la historia, geografía y cívica; entre las Ciencias auxiliares encontramos:, derecho, antropología, política entre otros.

## Definiciones
No hay una definición universalmente aceptada para los "estudios sociales", pero varias definiciones han sido sugeridas. Entre otros, se incluyen las siguientes:
- Los estudios sociales, son las ciencias sociales simplificadas para propósitos pedagógicos.[2]
- Los estudios sociales comprenden un campo más amplio que es cubierto por las ciencias sociales. Es más preciso pensar en los Estudios Sociales como un campo aplicado que intenta fundir el conocimiento científico con las consideraciones éticas, filosóficas, religiosas y sociales, que surgen en el proceso de toma de decisiones que lleva a cabo todo ciudadano.[3]
- "Adentrarse en los estudios sociales es aprender acerca de la gente y de las diferentes formas en las que interactúan unas con otras y con los diversos ambientes en los que se encuentran."[4]
- "La educación en estudios sociales se relaciona con la adquisición y desarrollo de conocimientos, destrezas, actitudes y valores que hacen posible la participación en la vida grupal."[5]
- "Los estudios sociales constituyen una asignatura del curricular, desde el primer nivel pre primario hasta el medio (escuela secundaria), que posee las siguientes características:
  - Deriva sus objetivos de la naturaleza de la ciudadanía en una sociedad democrática que está íntimamente ligada a otras personas y naciones del mundo.
  - Extrae su contenido, fundamentalmente, de la Historia, las Ciencias Sociales y en algunos aspectos, de las humanidades de la ciencia.
  - Se enseña de manera que refleje un conocimiento de las experiencias personales, sociales y culturales, y niveles de desarrollo de los alumnos."[5]